# Антониади (кратер)
Антониади (лат. Antoniadi) — 400-километровый марсианский ударный кратер, расположенный на Большом Сирте. Координаты центра — 21°30′ с. ш. 60°50′ в. д. / 21,5° с. ш. 60,83° в. д. Назван в честь французского астронома Эжена Мишеля Антониади (1870—1944).
Есть доказательства того, что в кратере Антониади когда-то были реки и озёра. На фотографии ниже видны «инвертированные» каналы (англ. inverted channels) в этом кратере. История их образования такая. После того, как водные потоки прорезали эти каналы, часть грунта в этих местах была снесена эрозией. Но содержимое каналов было, по всей видимости, прочнее (возможно, более прочный материал принесли потоки, а может быть, породы в каналах химически сцементировались). Поэтому теперь бывшие каналы приподнимаются над поверхностью вместо того, чтобы врезаться в неё.